# Hemibagrus gracilis
Hemibagrus gracilis es una especie de pez de la familia Bagridae en el orden de los Siluriformes.

## Morfología
Los machos pueden llegar alcanzar los 40,5 cm de longitud total.

## Distribución geográfica
Se encuentra en el territorio peninsular de Malasia.